# ناگهان درخت
ناگهان درخت فیلمی به نویسندگی و کارگردانی صفی یزدانیان، محصول سال ۱۳۹۷ است. این فیلم در بخش سودای سیمرغ سی و هفتمین دورهٔ جشنوارهٔ فیلم فجر حضور داشت.

## داستان فیلم
فرهاد زندگی خود را از کودکی تا ۵۰ سالگی برای روانکاو تعریف می‌کند.

## بازیگران
| بازیگر          | نقش   |
| --------------- | ----- |
| پیمان معادی     | فرهاد |
| مهناز افشار     | مهتاب |
| زهره عباسی      | هما   |
| پانته‌آ پناهی‌ها  | دکتر  |
| سیامک صفری      | بازجو |
| شقایق دهقان     | ناهید |
| مهراب قاسم خانی | یحیی  |
| لیلی فرهادپور   | گیتی  |

## جشنواره‌ها

### سی و هفتمین دوره جشنواره فیلم فجر
| قسمت                      | نامزد        | نتیجه    |
| ------------------------- | ------------ | -------- |
| بهترین بازیگر نقش مکمل زن | زهره عباسی   | نامزدشده |
| بهترین موسیقی متن         | کریستف رضاعی | نامزدشده |